# Chiến tranh nhân dân giải phóng Albania

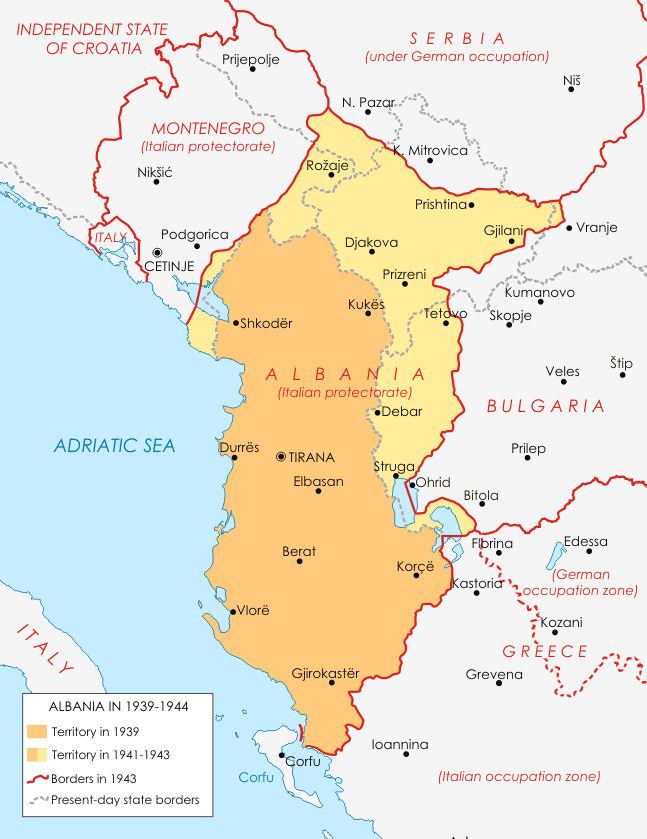
Albania trong Thế chiến II

Cuộc Chiến tranh nhân dân giải phóng Albania đề cập đến phong trào kháng chiến của các tổ chức yêu nước của Albania nhằm chống lại quân xâm lược của phát xít Ý và Đức Quốc xã, diễn ra trong thế chiến thứ hai khi Albania bị các thế lực này chiếm đóng và đô hộ. Trong suốt quá trình kháng chiến chống quân xâm lược, vai trò của Đảng Lao động Albania (cộng sản) trở nên nổi trội và dần dần Đảng Lao động đã trở thành hạt nhân lãnh đạo của cuộc kháng chiến đi đến thắng lợi cuối cùng vào năm 1944, hoàn toàn đánh đuổi quân xâm lược Ý và Đức ra khỏi đất nước.
Trung tâm Cứu tế Thường dân (Geneva) đã báo cáo rằng Albania là một trong những quốc gia bị tàn phá nặng nề nhất trong chiến tranh với 60.000 ngôi nhà bị phá hủy và 10% dân cư trở thành người vô gia cư.